# ام‌وای تایتانیک
ام‌وای تایتانیک (به انگلیسی: MY Titanic) یک کشتی است که طول آن ۷۸٫۶۴ متر (۲۵۸ فوت ۰ اینچ) می‌باشد. این کشتی در سال ۱۹۷۱ ساخته شد.